# 米之津站
米之津站（日语：／ Komenotsu eki */?）是位於鹿兒島縣出水市下鯖町，屬於肥薩橙鐵道線的車站。車站編號為OR15。

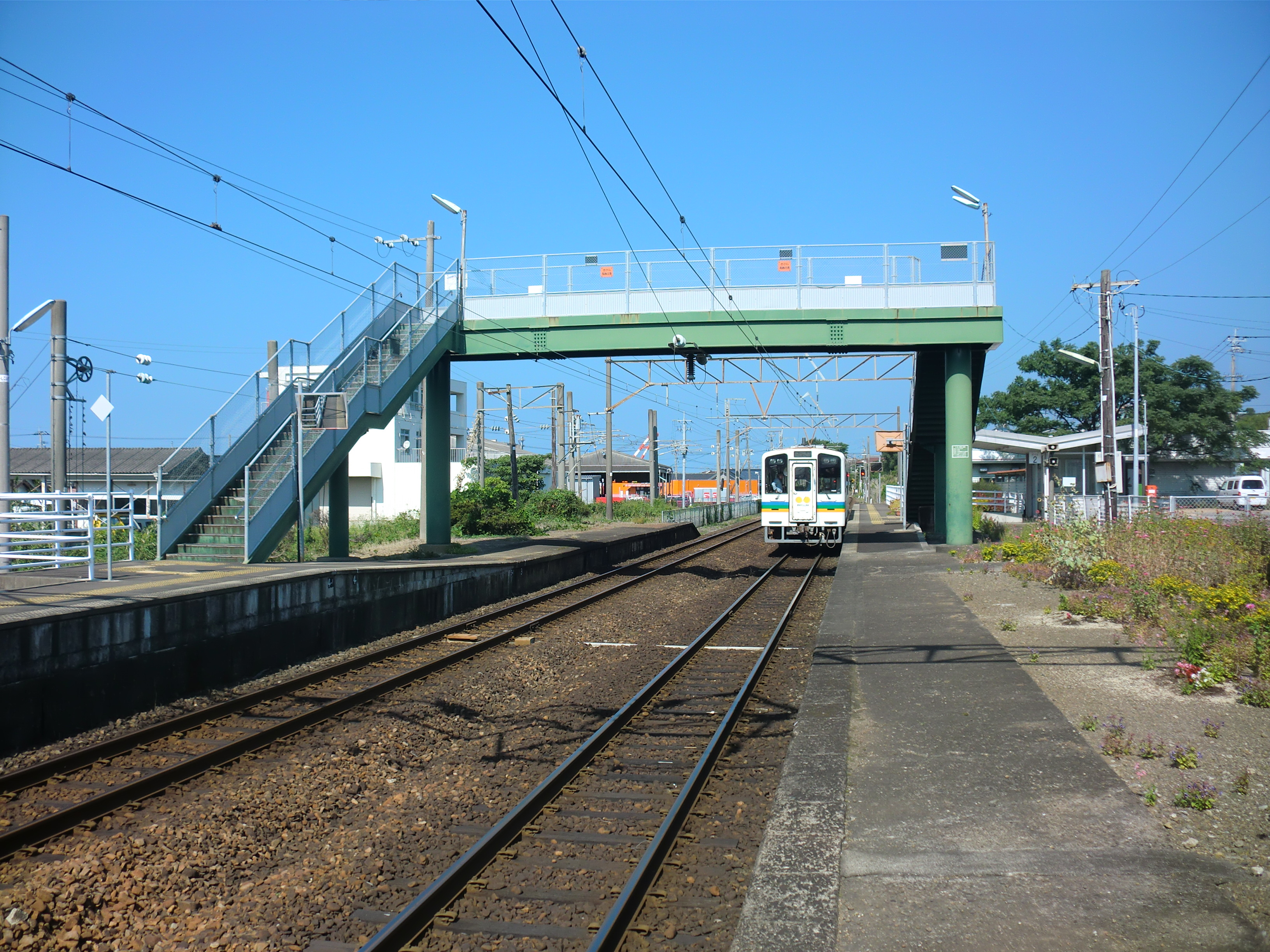
月台（2012年10月）

## 歷史
- 1923年（大正12年）10月15日 - 鐵道省川內線車站啟用。
- 1927年（昭和2年）10月17日 - 湯浦站至水俁站之間開業，八代站至川內站至鹿兒島站之間編入至鹿兒島本線。
- 1949年（昭和24年）6月1日 - 日本國有鐵道成立，成為國鐵車站。
- 1970年（昭和45年）9月1日 - 隨著引入CTC，成為業務委託車站，由出水站管理。但是由於還設有貨物起卸業務，車站仍然設有站長。
- 1984年（昭和59年）2月1日 - 隨著終止貨物起卸業務，車站成為無人車站，米之津站長廢止。
- 1985年（昭和60年）7月 - 木造車站大樓拆毀，現時的車站大樓竣工。
- 1987年（昭和62年）4月1日 - 伴隨國鐵分割民營化，車站由九州旅客鐵道（JR九州）營運。
- 2004年（平成16年）3月13日 - 九州新幹線鹿兒島中央站（當日由西鹿兒島站改名而成）至新八代站之間開業，使鹿兒島本線八代站至川內站之間的鐵路業務由肥薩橙鐵道繼承。
- 2005年（平成17年）3月1日 - 為了方便出水市立出水商業高等學校（日语：出水市立出水商業高等学校）上學，加設平日來往米之津站的列車（1往返班次）。

## 車站構造
此站是地面車站與無人車站，並設有2面2線的相對式月台。

### 月台
| 月台 | 路線          | 上下行 | 方向                   | 備註 |
| ---- | ------------- | ------ | ---------------------- | ---- |
| 1・2 | ■肥薩橙鐵道線 | 上行   | 水俁、佐敷、八代方向   |      |
| 2    | ■肥薩橙鐵道線 | 下行   | 出水、阿久根、川內方向 |      |

由於本站鄰近出水市立出水商業高等學校，平日早上和黃昏均有許多通勤和上學的乘客。為運送上學乘客，在早上7時時段設有上行1班（星期六及假日暫停服務）列車從隈之城站出發前往此站，在早上7時段與黃昏4時時段各設有下行1班（均在星期六及假日暫停服務）列車從此站出發前往出水方向（早上前往野田鄉站，黃昏前往川內站）。
本站在一般情況下為無人車站。毎年3月春分日和翌日，高尾野站周邊會舉辦「高尾野 中之市」，使此站會有較多人使用，並設有來往此站至阿久根站之間的臨時列車運行。此站在臨時列車運行時間中會臨時設有車站職員當值。
本站的站房在國鐵時代是一座木造建築物，同時是一座有人車站。車站東邊設有貨物用側線與月台，在西邊設有數條小規模的貨物起卸用側線。在1984年，出水站終止貨物起卸業務，此站的貨物起卸業務也同時終止。在終止後，除了部分側線外所有貨物設施撤走，車站完全成為無人車站，隨後站房在1985年拆毀。現時貨物側線的遺址設置了灌溉用的高架渠，以及Joyfull出水店、可口可樂西彎曲（日语：コカ・コーラウエスト）九州販賣部九州第二地區出水營業所(前南九州可口可樂裝瓶出水營業所)、丸大食品出水營業所（在2011年頃關閉。現時為空置大廈）、停車場。部分側線用作電氣化區間訓練專用路軌。
曾經在米之津港設有波戶汽船（涼風渡輪），途經長島、伊唐島、諸浦島前往獅子島的御所浦港。使此站成為連接港口的接駁車站。但隨著黑之瀨戶大橋、伊唐大橋開通，使可使用汽車前往以上島嶼（除了獅子島），使渡輪使用率開始惡化，並縮短運行區間，米之津港至宮之浦港（長島）至長島伊唐港（伊唐島）之間在2008年5月18日起無期限停止服務，在2009年1月31日後正式廢止。

## 使用狀況
在2015年度，1日平均乘車人次為103人
| 年度 | 1日平均 乘車人次 | 1日平均 上下車人次 |
| ---- | ---------------- | ------------------ |
| 2005 | 115              |                    |
| 2006 | 104              |                    |
| 2007 | 109              | 221                |
| 2008 | 97               | 197                |
| 2009 | 97               | 199                |
| 2010 | 89               | 181                |
| 2011 | 83               | 171                |
| 2012 | 88               | 181                |
| 2013 | 104              | 212                |
| 2014 | 100              | 206                |
| 2015 | 103              | 210                |

## 車站周邊
- 米之津港
- 加紫久利神社（日语：加紫久利神社）
- 野間之關址
- 米之津郵局
- 出水市立米之津東小學
- Nishimuta（日语：ニシムタ）
- 洋服之青山（日语：青山商事）出水店
- GEO（日语：ゲオ）出水店
- 山田電機九州Teccland出水店
- 出水市立出水商業高等學校（日语：出水市立出水商業高等学校）

## 巴士路線
米之津站前巴士站
出水連繫巴士
出水循環線
米之津元町、米之津站下巴士站
在國道3號線上，由於需要繞過平交道前往巴士站，路程約500米。
南國交通
出水站、出水巴士中心、高尾野站、野田鄉站、阿久根站、佐潟口
出水站、出水巴士中心、出水本町
米之津新町、水俁站前、水俁車廠

## 相鄰車站
肥薩橙鐵道
■肥薩橙鐵道線
■快速「超級橙」（只於星期六日運行）
通過
■快速「快速海洋快車薩摩」（3號）（只於星期六日運行）
米之津（OR15）→出水（OR16）
■快速「快速海洋快車薩摩」（4號）（只於星期六日運行）、■普通
袋（OR14）－米之津（OR15）－出水（OR16）

## 注腳
1. ↑  廣報出水第6號（2008年5月8日發行）
2. ↑  鹿兒島縣統計年鑑

## 外部連結
- 米之津站（各站資訊） （页面存档备份，存于） - 肥薩橙鐵道